# Everyman 99
Everyman 99 var en rockmusikal av Uno Svenningsson, Patrik Frisk och Lars Wassrin. Den spelades i Immanuelskyrkan i Stockholm under 1999.

## Medverkande
- Everyman - Mia Poppe
- Döden - Joakim Lindblad
- Mammon - Monica Silverstrand
- Skönhet - Lisa Werlinder
- Styrka - Rafael Edholm
- Vänskap - Henrik Cevert
- Goda Gärningar - Annica Edstam
- Tron - Görel Crona
- Dödens Lakejer - Maria Kim, Catharina Allwin, Anna Norberg, Jasmin Wigartz
- Everyband - Mats Lindberg, Pontus Frisk, Sten Booberg, Linus Öberg, Anna Wallgren